# Nahar
| Årets häst    |              |                |
| 2012          | 2013         | 2014           |
| Sebastian K.  | Nahar        | Maharajah      |
| Åke Svanstedt | Robert Bergh | Stefan Hultman |

Nahar, född 1 juni 2005 i Vällingby i Stockholms län, är en svensk varmblodig travhäst. Han tränades och kördes av Robert Bergh. Under tävlingskarriären ägdes han av bröderna Daniel och Henrik Sedin.
Nahar tävlade mellan 2008 och 2017 och tillhörde under större delen av denna period travets världselit. Han sprang in 13,3 miljoner kronor på 154 starter varav 45 segrar, 21 andraplatser och 3 tredjeplatser. Han tog karriärens största seger i Elitloppet (2013). Bland hans andra stora segrar räknas Sommartravets final (2010), Prix de Montignac-Charente (2012), Norrbottens Stora Pris (2013, 2014) och Konung Carl XVI Gustafs Silverhäst (2014). Han kom även tvåa i Norrbottens Stora Pris (2012) och C.L. Müllers Memorial (2014).
Han utsågs han till "Årets Häst" 2013.
Han satte nytt världsrekord över medeldistans den 15 november 2014 på Solvalla då han segrade på kilometertiden 1.10,5. Världsrekordet slogs först 2015 av Robert Bi (1.10,0) och därefter 2017 av Readly Express (1.09,9).
Sedan tävlingskarriärens slut bor Nahar på en gård i Töva utanför Sundsvall och ägs av sin gamla skötare som fick honom i avskedspresent av bröderna Sedin.

## Karriär

### Tiden som unghäst
Nahar började tävlingskarriärren hos tränare Steen Juul i Danmark. Han gjorde ett första kvallopp den 23 maj 2008 på Charlottenlunds travbana utanför Köpenhamn. Därefter debuterade han i lopp den 23 juni på Halmstadtravet i Halmstad, där han kom på femteplats efter att ha galopperat i loppet. Karriärens första seger kom i den andra starten den 18 juli på Charlottenlunds travbana. Efter dessa två inledande starter hos Juul flyttades Nahar den 25 juli till tränare Petter Lundberg vid Bodentravet i Boden. Han stod under Lundbergs träning i tre månader, innan han i november flyttades till tränare Petri Puro. Han hann aldrig någon start i Puros regi då han i maj 2009 flyttades till sin fjärde tränare på drygt ett års tid. Denna gång var det hos Håkan Eriksson vid Sundbyholms travbana utanför Eskilstuna som han placerades. Han tränades av Eriksson i tio månader och de hann vinna fyra av tio starter tillsammans.

### Tiden hos Lennartsson
Under våren 2010 flyttades Nahar från Eriksson till Per Lennartsson, som under denna tid var tränare vid Solvalla i Stockholm. Den nu femårige Nahar fick därmed sin femte tränare i karriären. Nahar debuterade för Lennartsson den 12 maj 2010 på den nya hemmabanan Solvalla. Han slutade på femteplats i regidebuten efter att ha galopperat. Den första segern hos Lennartsson kom i den andra starten den 22 maj på Solvalla. Nästa seger kom den 31 juli i Sommartravets final på Bollnästravet. Denna seger var också hans första seger i ett Grupp 2-lopp och med loppets 300 000 kronor i förstapris var det även hans första sexsiffriga seger. Under hösten avslutades säsongen 2010 med två raka segrar på V75 i försöks- och finallopp av Bronsdivisionen.
Säsongen 2011 årsdebuterade han den 15 april på Bergsåkers travbana i Sundsvall. Han diskvalificerades i loppet för att ha galopperat och slutade därmed oplacerad. Även nästföljande två starter slutade i galopp. Den 21 juli var han tillbaka i vinnarcirkeln då han vann långdistansloppet Pichano Grand Prix på Bergsåkers travbana. Därefter följde två raka segrar inom V75 och en andraplats i Silverdivisionens final den 1 oktober på Solvalla. Han debuterade i Gulddivisionen den 15 oktober då han deltog i 2011 års upplaga av Svenskt Mästerskap på Åbytravet, där han kom på fjärdeplats. Den 25 februari 2012 deltog han i Gulddivisionens final på Solvalla där han slutade på fjärdeplats. Denna start kom att bli den sista hos Lennartsson.

### Bergh och världseliten

#### Första tiden hos Bergh
I början av april 2012 flyttade Nahar, som dittills hade sprungit in 2 miljoner kronor sedan tävlingsdebuten 2008, från Lennartsson till tränare Robert Bergh. Bergh var under denna tid verksam vid Bergsåkers travbana i Sundsvall. Flytten skedde i samband med att tvillingbröderna Daniel och Henrik Sedin köpte honom. Han inledde med en längre träningsperiod hos Bergh och regidebuterade i lopp först den 8 juni 2012 på Östersundstravet, då han startade i Östersunds Stora Stayerlopp. Han slutade oplacerad i debuten. Nästa start gjordes den 16 juni, då han kom på andraplats bakom Sanity i Norrbottens Stora Pris på Bodentravet. Andraplatsen var hans första pallplacering i ett Grupp 1-lopp i karriären. Den första segern i Berghs regi kom i den sjätte starten den 28 juli på Bollnästravet, då han segrade i ett försökslopp av Gulddivisionen. Segern följdes upp med en fjärdeplats i Sundsvall Open Trot den 25 augusti.
Mellan oktober 2012 och februari 2013 tävlade han i Frankrike. Han debuterade och tog sin första seger på Vincennesbanan utanför Paris den 26 oktober i Prix Juno, där han kördes av Joseph Verbeeck. Totalt gjorde han tio starter under denna period i Frankrike och segrade i två av dessa. Den 2 mars 2013 på Bergsåkers travbana gjorde han Sverigecomeback i Hilda Zonetts Lopp, ett lopp som han vann med fyra längder.

#### Elitloppet och sommaren 2013

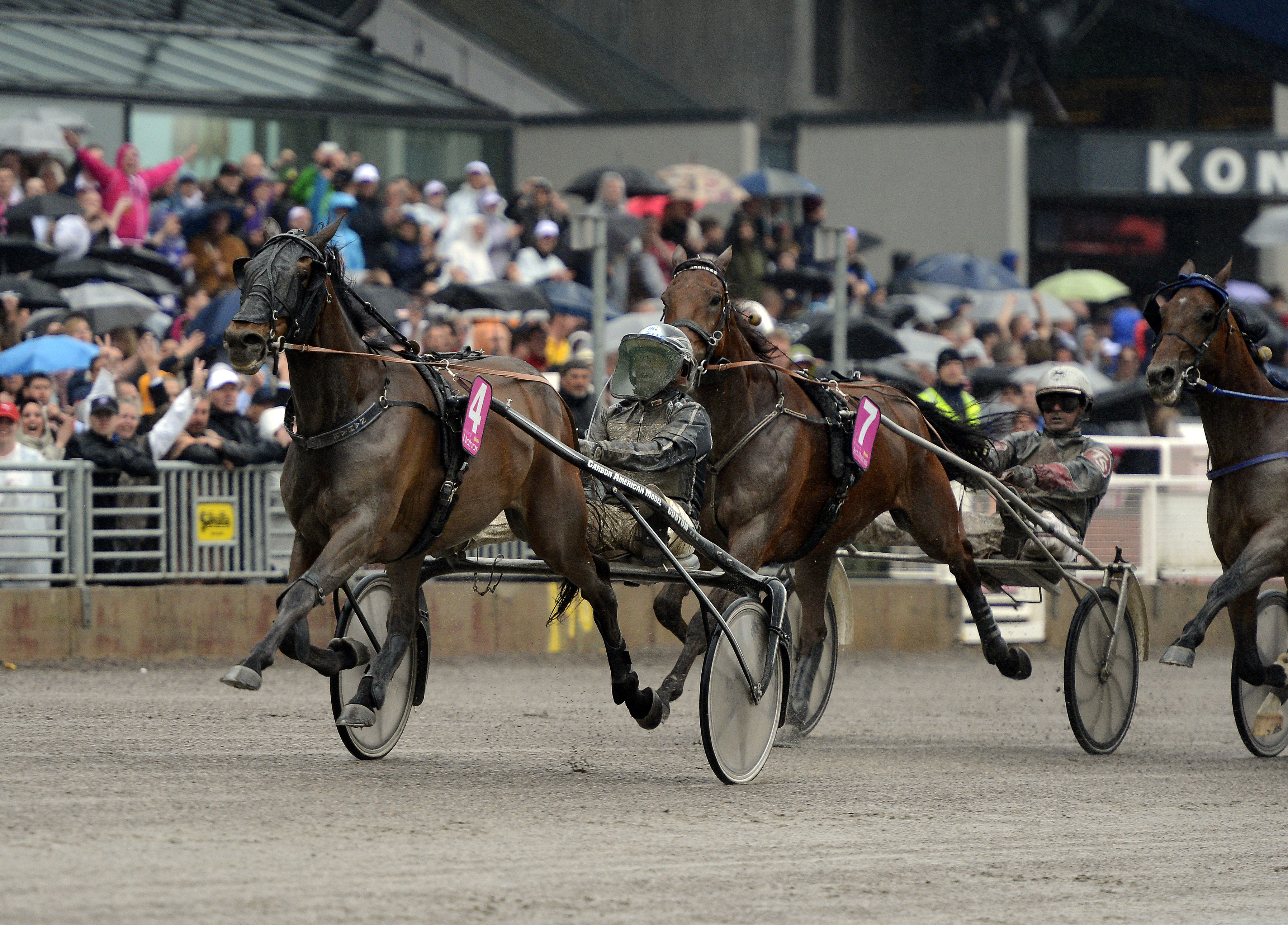
Nahar och Robert Bergh vinner Elitloppet 2013 på Solvalla.

Den 18 maj 2013 startade han i H.K.H. Prins Daniels Lopp på Gävletravet. Han vann loppet före Harry Haythrow på segertiden 1.09,7 över 1609 meter med autostart, vilket då var nytt banrekord på Gävletravet. I det slagna fältet återfanns även elithästar som Iceland (vinnare av Elitloppet tre år tidigare). Segern var Nahars första start i över kort distans i karriären och det var därmed också hans första seger i ett storlopp över kort distans. Efter loppet bjöds han in till 2013 års upplaga av Elitloppet på Solvalla. Den 26 maj gick Elitloppet av stapeln och Nahar startade i det andra av de två försöksloppen. Han kom på andraplats bakom Sebastian K. i försöket och kvalificerade sig därmed bland de fyra som gick vidare till final. Han vann senare under eftermiddagen även finalen av Elitloppet. Segern togs med två längder före tvåan Arch Madness och trean Timoko. Segern i Elitloppet var hans första seger i ett Grupp 1-lopp.
Segern i Elitloppet följdes upp med en start i Norrbottens Stora Pris på Bodentravet den 15 juni. Han vann loppet och tog därmed sin andra raka seger i ett Grupp 1-lopp och han hade nu sprungit in över 4 miljoner kronor under bara den senaste månaden. Den 29 juni kom han på andraplats i Gulddivisionens final på sin gamla hemmabana Sundbyholms travbana. Därefter startade han i Hugo Åbergs Memorial den 30 juli på Jägersro, men blev där diskvalificerad under loppets gång för att ha galopperat. Han segrade i Stig Lindmarks Styrkeprov den 10 augusti på Skellefteå travbana. Han deltog sedan även i 2013 års upplagor av Åby Stora Pris och Sundsvall Open Trot, men slutade oplacerad i båda loppen. Säsongens sista start gjordes den 5 oktober på Bergsåkers travbana i ett försökslopp av Gulddivisionen, där han slutade där på andraplats.
Vid den svenska Hästgalan i februari 2014 utsågs Nahar till både "Årets Häst" och "Årets Äldre" för sina prestationer under säsongen 2013. Hans tränare Robert Bergh utsågs även till "Årets Tränare".

#### Säsongerna 2014–2017

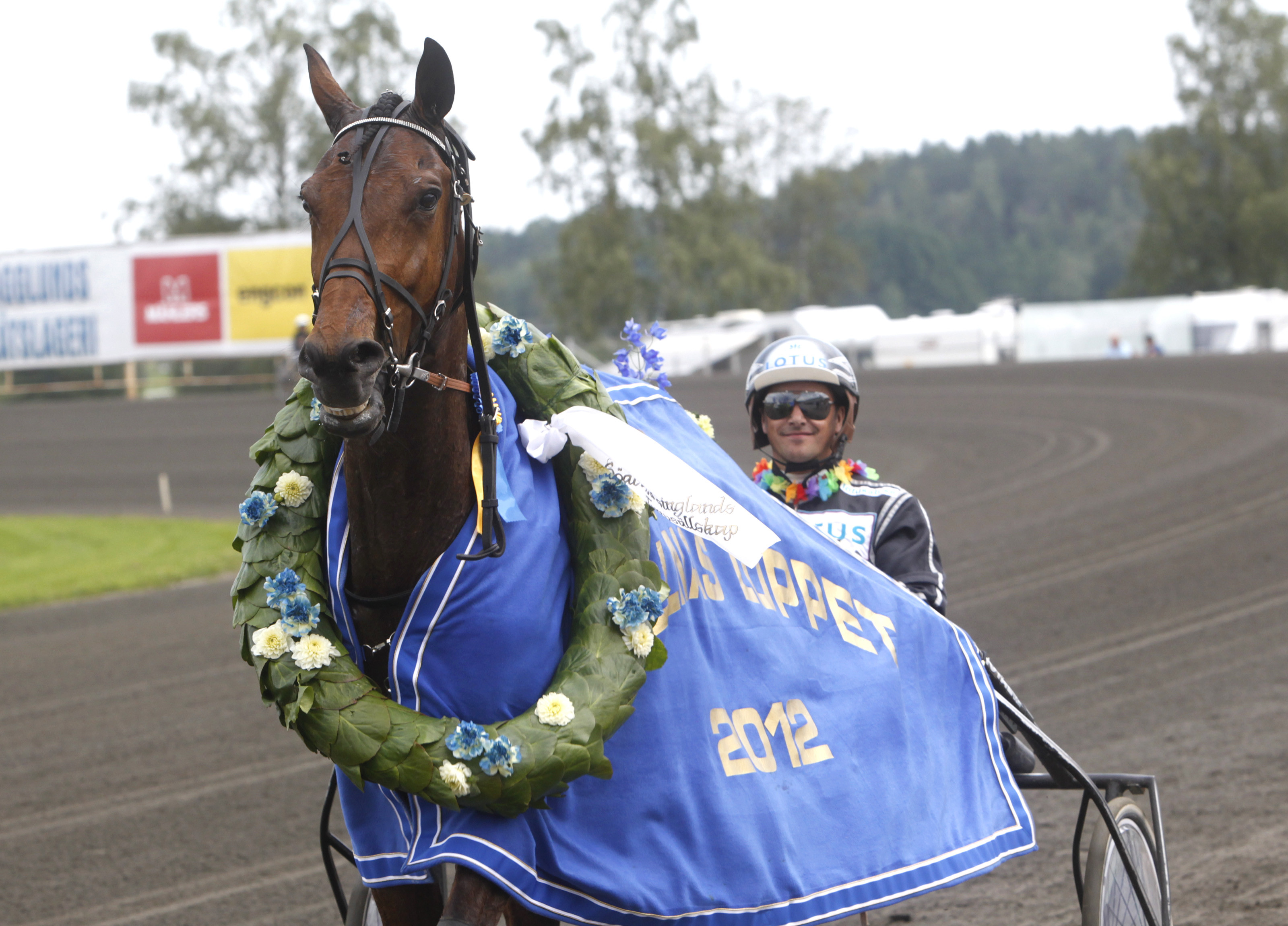
Nahar och Robert Bergh segerdefilerar.

Nahar deltog i Elitloppet för andra gången i karriären den 25 maj 2014. Han diskvalificerades i försöksloppet för att ha galopperat och gick därmed inte vidare till final. Han vann Norrbottens Stora Pris för andra gången i karriären den 14 juni 2014. Senare under säsongen 2014 kom han även på andraplats bakom On Track Piraten i C.L. Müllers Memorial den 25 oktober. Andraplatsen följdes upp med säsongens bästa insats i Konung Carl XVI Gustafs Silverhäst den 15 november på Solvalla, där han från bakspår segrade på kilometertiden 1.10,5 över distansen 2140 meter med autostart. Segertiden innebar nytt världsrekord över distansen. Det tidigare världsrekordet låg på 1.10,7 och travades av Beanie M.M. i september 2009.
Den 9 maj 2015 på Umåkers travbana vann han Guldbjörken och blev efter loppet inbjuden till 2015 års upplaga av Elitloppet. Han startade i karriärens tredje raka Elitlopp den 31 maj, men slutade oplacerad i försöksloppet och kvalificerade sig därmed inte för final. Under säsongen 2016 deltog han bland annat i finalen av Olympiatravet på Åbytravet, men galopperade bort sina möjligheter i detta lopp. Han gjorde karriärens 150:e start den 12 november 2017 i ett lopp över 3140 meter på Sundbyholms travbana, där han kom på sjundeplats. Den 25 november 2017 startade han för första gången i karriären på isbana på Umåker travbana, och segrade. Han kördes av Jan Norberg. Detta kom att bli karriärens sista seger. Han gjorde sin sista V75-start den 26 december på Solvalla, där han slutade oplacerad. Nahar, körd av tränare Bergh, gjorde därefter karriärens sista start i sitt eget lopp Elitloppsvinnaren Nahars Lopp den 29 december 2017 på den gamla hemmabanan Bergsåkers travbana. Han slutade på andraplats bakom sin före detta stallkamrat och loppets ledare Beau Mec.

### Eftermäle
Efter tävlingskarriären skänkte ägarna Henrik och Daniel Sedin bort Nahar till hans tidigare skötare Charlotte Andersson som avskedspresent. Sedan dess bor Nahar på en gård i Töva utanför Sundsvall.
Den 25 augusti 2018 avtackades Nahar på den gamla hemmabanan Bergsåker travbana. I samband med detta ledde han och Robert Bergh även defileringen inför årets upplaga av storloppet Sundsvall Open Trot.

## Stamtavla
| Efter Love You 1999        | Coktail Jet 1990    | Quouky Williams | Fakir du Vivier  |
| Efter Love You 1999        | Coktail Jet 1990    | Quouky Williams | Dolly Williams   |
| Efter Love You 1999        | Coktail Jet 1990    | Armbro Glamour  | Super Bowl       |
| Efter Love You 1999        | Coktail Jet 1990    | Armbro Glamour  | Speedy Sug       |
| Efter Love You 1999        | Guilty of Love 1994 | And Arifant     | Sharif di Iesolo |
| Efter Love You 1999        | Guilty of Love 1994 | And Arifant     | Infante d'Aunou  |
| Efter Love You 1999        | Guilty of Love 1994 | Amour d'Aunou   | Speedy Somolli   |
| Efter Love You 1999        | Guilty of Love 1994 | Amour d'Aunou   | Nesmile          |
| Undan Mahonny Broline 1987 | Joie de Vie 1980    | Super Bowl      | Star's Pride     |
| Undan Mahonny Broline 1987 | Joie de Vie 1980    | Super Bowl      | Pillow Talk      |
| Undan Mahonny Broline 1987 | Joie de Vie 1980    | Heidi Rodney    | Duke Rodney      |
| Undan Mahonny Broline 1987 | Joie de Vie 1980    | Heidi Rodney    | Dear Abbey       |
| Undan Mahonny Broline 1987 | Dixie's Crown 1981  | Speedy Crown    | Speedy Scot      |
| Undan Mahonny Broline 1987 | Dixie's Crown 1981  | Speedy Crown    | Missile Toe      |
| Undan Mahonny Broline 1987 | Dixie's Crown 1981  | Lady Dixie      | Blaze Hanover    |
| Undan Mahonny Broline 1987 | Dixie's Crown 1981  | Lady Dixie      | Dixie's Pride    |